# Fanerozoikum
A fanerozoikum (magyar szövegekben ritkán phanerozoikum) korszak a jelenlegi eon a földtörténeti időszalagon, az egyetlen, melyben gazdag élővilág létezett. 545 millió évet foglal magában. A név a görög phanerosz zóé ’látható élet’ jelentésű szavakból ered, arra utalva, hogy az élőlények nagyobb méretűek lettek a kambriumi robbanás óta. A fanerozoikum előtti időszakot prekambriumnak hívjuk (hadaikum, archaikum és proterozoikum eonok). A fanerozoikum és a prekambrium közti átmenet időtartama ismeretlen. A 19. században a határvonalat az első gazdag metazoon- (állati) maradványokhoz kötötték. Azonban sok száz prekambriumi metazoát azonosítottak, mióta az 1950-es években elkezdődött a szisztematikus kutatás. A legtöbb geológus és paleontológus a prekambrium-fanerozoikum határvonalat az első trilobiták és archaeociathák megjelenéséhez köti; az első változatos táplálkozású Trichophycus pedum nevű lény megjelenéséhez; vagy a kis, általánosságban egynemű, páncélozott alakzatok csoportjának megjelenéséhez, melyet „kis héjas faunának” hívnak. A három különböző elválasztó határvonalat néhány millió év választja el egymástól.
A fanerozoikumot három földtörténeti időre osztjuk – paleozoikum, mezozoikum és kainozoikum. Régebben a fanerozoikumot a paleontológusok által vizsgált korszakra értették. A kifejezés kezd kikopni a használatból. A fanerozoikum korszaka magában foglalja számos állati törzs felemelkedését, ezeknek a törzseknek változatosabb formákba történő evolúcióját; a szárazföldi növények felemelkedését; az összetett növények fejlődését; a halak evolúcióját; és a modern állatvilág kifejlődését. A korszak folyamán kontinensek ütköztek, kialakítva az egyedüli szárazföldet, a Pangeát, majd ez szétszakadt a jelenlegi kontinensekre.